# Барселона-Франція (станція)
41°23′02″ пн. ш. 2°11′10″ сх. д. / 41.384° пн. ш. 2.186° сх. д.
Барселона-Франція (ісп. Estación de Francia, кат. Estació de França) — місцева і регіональна залізнична станція у Барселоні, Каталонія, Іспанія. Це друга за завантаженістю станція у Барселоні після Барселона-Сантс, але, як очікують, вона втратить цей статус, коли відкриють станцію Барселона-Сагрера, і тоді буде лише третьою за пасажирообігом.

## Історія
В 1848 станція була відкрита як кінцева залізниці до Коста-Брава та до Франції (що й визначило її назву).
Дві монументальні будівлі, що входять до складу станції, за проєктом архітектора Педро Мугурузи, реконструювали до Всесвітньої виставки 1929 року. Вони оточують залізничні колії у вигляді літери «U». Загалом висота вокзалу 29 м, довжина 195 м.
Наприкінці 1960-х років поруч із вокзалом, який також відкрився у 1929 році, було переобладнано пункт швидкої обробки вантажів у місцевий транспортний термінал. Цей термінал був закритий і знесений в 1987 році.
Територію мали використовувати під готелі та багатоквартирні будинки, але довгий час вона залишалася незабудованою і її навіть використовували як платну стоянку. 2007 року будівництво нарешті розпочалось.
З нагоди літніх Олімпійських ігор 1992 року станцію повністю відремонтували в 1988—1992 рр. Сполучення з Коста-Брава, що проходило безпосередньо біля моря, припинено. Було також припинено сполучення через станцію Побле-Ноу із залізничними технічними спорудами та колійне сполучення з Північним вокзалом, яке вже було закрито в 1972 році. Тепер усі потяги виходили зі станції через підхідний маршрут до тунелю Ель-Клот-Сантс.
В 1970 році було відкрито станцію Барселона-Сантс, тому станція Барселона-Франція мала все менший пасажирообіг, а кілька колій було демонтовано.

## Архітектура

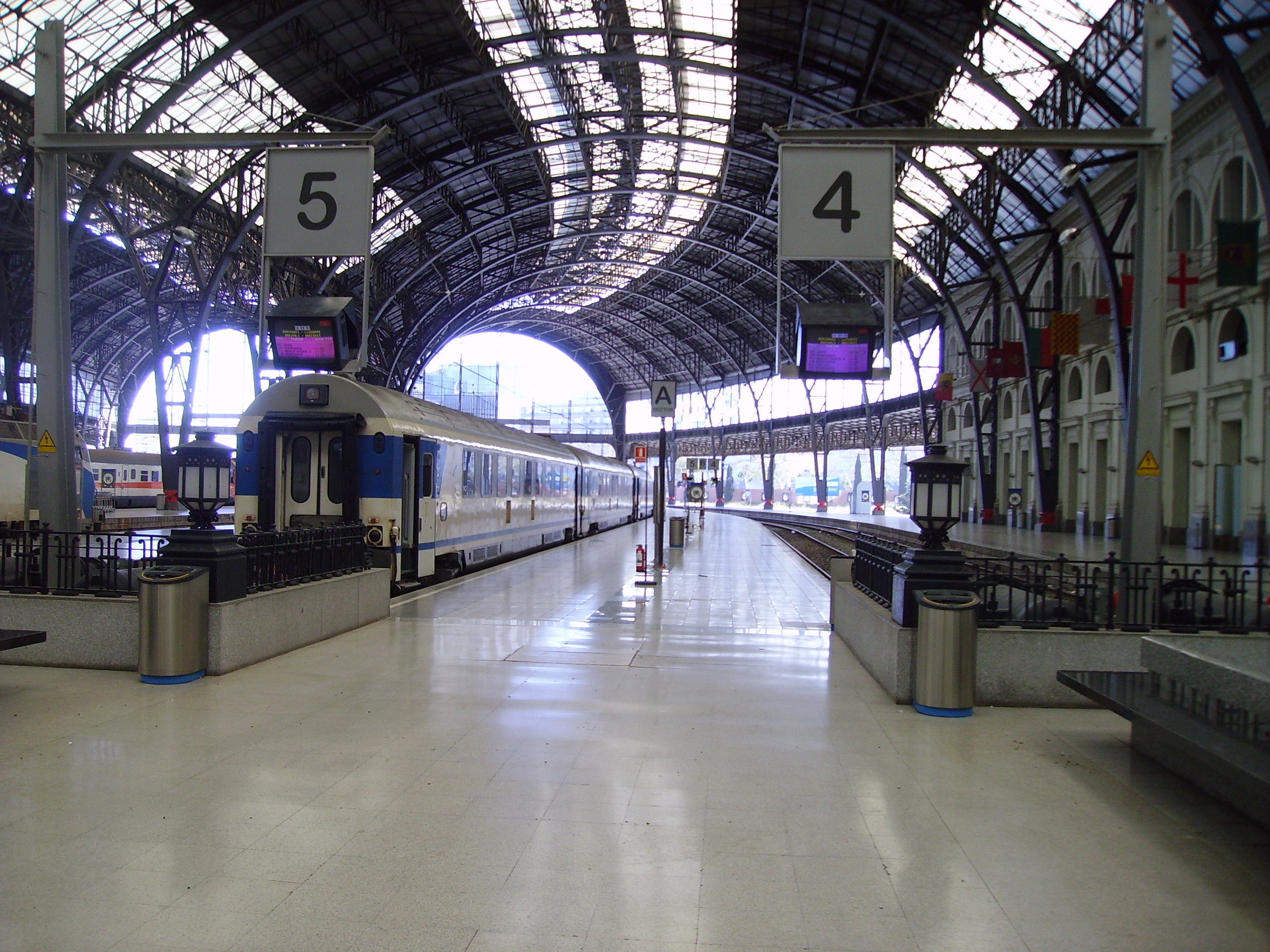
Сьогодення платформ

Вокзал станції Барселона-Франція вважається найкрасивішим залізничним вокзалом у місті. У її архітектурі є стримане поєднання класичного та сучасного стилів та оздоблення з мармуру, бронзи та кришталю. Дванадцять колій та сім платформ, накриті двома заскленими металевими карнизами, описують велику дугу вліво. На станції також є платформа з двома коліями, розташована поза основним куполом, а при виїзді з вокзалу, ліворуч від тунелю на основній лінії, знаходиться тунель для відстою поїздів.
Останні три десятиліття станція втратила статус основної станції Барселони, поступившись станції Барселона-Сантс. Усі залізничні станції Барселони повністю або частково знаходяться під землею, Французький вокзал у цьому плані є єдиним винятком.
Частина оригінальної будівлі тепер належить Університет Помпеу Фабра, який слугує його «будівлею França».

## Розташування
Залізнична станція розташований на проспекті Маркіза де л'Аржентера у східній частині району Сьютат-Велла (Старе місто), неподалік від узбережжя Середземного моря. Райони Барселонета і Ла-Рібера, а також Парк-де-ла-Сьютаделья і зоопарк Барселони знаходяться в безпосередній близькості. Колії від станції прокладено до моря, потім вони повертають на кривій, яка межує з зоопарком на півдні і прямують під землю, де сполучається через поворотний трикутник із залізничною лінією Сантс — Коста-Брава/Франція, яка також проходить в тунелі.
Менш ніж за 500 метрів від станції знаходиться станція метро «Барселонета» 4 лінії Барселонського метрополітену.

## Трафік
Залізничні пасажирські перевезення в Іспанії розділені на три категорії: місцеві (кат. Rodalies, ісп. Cercanías), регіональні (кат. Mitjana Distància, ісп. Media Distancia) та далекого сполучення (кат. Llarga, ісп. Largo).

### Місцеві
- R2 до Віланова-і-ла-Жельтра через центр міста — станції Сантс та Пасео-де-Грасія (станція)[en].
- R10 до аеропорту Барселона через центр міста — станції Сантс та Пасео-де-Грасія.

### Регіональні
- Ca1 до Валенсії, Тортоси.
- Ca3 до Реуса
- Ca4a до Леріди
- Ca6 до Сарагоси

### Далекого прямування
З 2013 трафік припинено.